# غراميل
غراميل؛ هي منطقة جبلية في شمال غرب المملكة العربية السعودية، في محافظة العلا باتجاه منطقة تبوك التي تبعد عنها 300 كيلومتر، فهي تكوينات صخرية حمراء ذات أشكال متفاوتة نحتتها الرياح على مر الأزمان لتصبح أيقونة فريدة في مشهد صحراوي ساحر، وهي من المناطق المرتفعة التي يمكن رؤية مجرة درب التبانة بوضوح من خلالها.

## روابط خارجية
- الموقع الرسمي للعلا